# Jor
Jor ou Joor (em malaio: Johor(e)) é um estado da Malásia, situado na península Malaia. O estreito de Jor separa a península de Singapura. Sua capital é Jor Baru. A população do estado é de 3 385 000 habitantes e sua área de 19 984km². 
Jor é o quinto maior estado em extensão territorial e o segundo maior em população, Tanjung Piai, o extremo meridional do continente asiático, encontra-se no estado. 

## Governo
Johor faz parte dos nove estados malaios que são governados por sultões, sendo o atual sultão de Johor Ibrahim Ismail, sendo o Rei da Malásia  escolhido entre os sultões a cada cinco anos. 